# Don Quarrie
Donald O'Riley Quarrie, detto Don (Kingston, 25 febbraio 1951), è un ex velocista giamaicano, campione olimpico dei 200 metri piani ai Giochi di Montréal 1976.
Ha partecipato a quattro edizioni dei Giochi olimpici, vincendo complessivamente quattro medaglie.

## Biografia
Appena diciassettenne, Don Quarrie fu selezionato per la gara dei 100 metri piani ai Giochi di Città del Messico 1968 ma, a causa di un infortunio, dovette rinunciare alla competizione. L'anno seguente vinse una borsa di studio all'Università del Nebraska, trasferendosi negli Stati Uniti d'America.
Nel 1970 vinse sia la gara dei 100 m che quella dei 200 m piani ai Giochi del Commonwealth, battendo sorprendentemente avversari ben più quotati in campo internazionale. Conquistò una terza medaglia d'oro vincendo con la sua nazionale anche la staffetta 4×100 m.
Quarrie bissò la doppietta nello sprint l'anno seguente, vincendo 100 e 200 m ai Giochi panamericani disputatisi a Cali. Con il tempo di 19"8 (cronometraggio manuale) eguagliò l'allora record mondiale detenuto da Tommie Smith (il cronometraggio elettronico, allora non ufficiale, accreditò Quarrie del tempo di 19"86).
Presentatosi l'anno seguente come favorito ai Giochi di Monaco di Baviera 1972, fu nuovamente colpito da un infortunio muscolare che lo costrinse a ritirarsi.
Nel 1974, Quarrie ripeté la prestazione di quattro anni prima vincendo 100 e 200 m ai Giochi del Commonwealth di Christchurch, divenendo il primo atleta a vincere entrambe le gare in due edizioni consecutive dei Giochi. L'anno successivo eguagliò nuovamente il record mondiale nei 200 m (19"8) e anche nei 100 m (9"9), entrambi con cronometraggio manuale.
Nel 1976, Quarrie riuscì finalmente a competere ai Giochi olimpici senza problemi fisici. Giunse secondo nei 100 m, preceduto dal trinadadiano Hasely Crawford. Vinse infine nei 200 m, secondo pronostico, con il tempo di 20"22.
Nel 1978 ai Giochi del Commonwealth vinse per la terza volta consecutiva nei 100 m, ma fu eliminato nei 200 m per un attacco di crampi.
Nella sua quarta partecipazione ai Giochi olimpici (Mosca 1980) fu eliminato nelle semifinali dei 100 m piani ma riuscì a raggiungere la finale dei 200 m piani conquistando la medaglia di bronzo nella gara vinta da Pietro Mennea.
Nel 1984, ormai trentatreenne, Quarrie non figurava più fra i migliori specialisti individuali, ma partecipò con successo alla sua quinta Olimpiade conquistando una medaglia d'argento con la staffetta 4×100 m e chiudendo così la sua carriera agonistica.
Negli anni a seguire non mancarono i riconoscimenti e i tributi all'atleta giamaicano; una statua è stata eretta in prossimità dell'entrata del Jamaica's National Stadium di Kingston e una scuola, sempre a Kingston, è stata battezzata Donald Quarrie High School. Inoltre la band reggae Joe Gibbs and the Guerillas incise il brano "Tribute to Donald Quarrie" in onore del campione olimpico giamaicano.
Nell'ottobre 2006 Quarrie è stato assunto dalla Chinese Athletic Association come consulente per la preparazione dei Giochi olimpici di Pechino 2008.

## Palmarès
| Anno | Manifestazione          | Sede         | Evento      | Risultato  | Prestazione | Note                          |
| ---- | ----------------------- | ------------ | ----------- | ---------- | ----------- | ----------------------------- |
| 1970 | Giochi del Commonwealth | Edimburgo    | 100 m piani | Oro        | 10"2        |                               |
| 1970 | Giochi del Commonwealth | Edimburgo    | 200 m piani | Oro        | 20"5        |                               |
| 1970 | Giochi del Commonwealth | Edimburgo    | 4×100 m     | Oro        | 39"4        |                               |
| 1971 | Giochi panamericani     | Cali         | 100 m piani | Oro        | 10"29       |                               |
| 1971 | Giochi panamericani     | Cali         | 200 m piani | Oro        | 19"86       | Miglior prestazione personale |
| 1971 | Giochi panamericani     | Cali         | 4×100 m     | Oro        | 39"28       |                               |
| 1972 | Giochi olimpici         | Monaco       | 200 m piani | Semifinale | dnf         |                               |
| 1974 | Giochi del Commonwealth | Christchurch | 100 m piani | Oro        | 10"38       |                               |
| 1974 | Giochi del Commonwealth | Christchurch | 200 m piani | Oro        | 20"73       |                               |
| 1976 | Giochi olimpici         | Montréal     | 100 m piani | Argento    | 10"08       |                               |
| 1976 | Giochi olimpici         | Montréal     | 200 m piani | Oro        | 20"23       |                               |
| 1976 | Giochi olimpici         | Montréal     | 4×400 m     | 5º         | 3'02"84     |                               |
| 1978 | Giochi del Commonwealth | Edmonton     | 100 m piani | Oro        | 10"03       |                               |
| 1980 | Giochi olimpici         | Mosca        | 100 m piani | Semifinale | 10"55       |                               |
| 1980 | Giochi olimpici         | Mosca        | 200 m piani | Bronzo     | 20"29       |                               |
| 1980 | Giochi olimpici         | Mosca        | 4×100 m     | Batteria   | 39"71       |                               |
| 1984 | Giochi olimpici         | Los Angeles  | 200 m piani | Semifinale | 20"77       |                               |
| 1984 | Giochi olimpici         | Los Angeles  | 4×100 m     | Argento    | 38"62       |                               |